# Pavetta sparsipila
Pavetta sparsipila là một loài thực vật thuộc họ Rubiaceae. Đây là loài đặc hữu của Tanzania.